# Antigo malaio
O antigo malaio é a forma antiga da língua malaia. Ele foi a língua das inscrições malaias do século VII ao século X. O antigo malaio era dividido em dialetos e escrita em um silabário. A maioria de suas inscrições está na ilha de Sumatra, datadas dos século VII ao século X. Existem tentativas de decifrar a língua desde 1930, sendo o primeiro feito por George Coedès.
O antigo malaio não contava com tantos empréstimos do árabe como é o caso do malaio moderno.

## Fonologia
A única forma de descobrir a fonologia do antigo malaio é decifrando os sons das letras do silabário usado. As consoantes mostradas a seguir são as consoantes normalmente implicitadas pelas letras do alfabeto usado.

### Consoantes
|                   |                   | Bilabial | Alveolar | Retroflexa | Palatal | Pós-alveolar | Velar | Glotal |
| ----------------- | ----------------- | -------- | -------- | ---------- | ------- | ------------ | ----- | ------ |
| Oclusiva          | Surda             | p        | t        |            |         |              | k     |        |
| Oclusiva          | Sonora            | b        | d        | ɖ          |         |              |       |        |
| Africada          | Surda             |          |          |            |         |              |       |        |
| Africada          | Sonora            |          |          |            |         |              |       |        |
| Fricativa         | Surda             |          | s        |            | ç       |              |       | h      |
| Fricativa         | Sonora            |          |          |            |         |              |       |        |
| Fricativa lateral | Surda             |          |          |            |         | ʃ            |       |        |
| Fricativa lateral | Sonora            |          |          |            |         |              |       |        |
| Lateral           | Lateral           |          | l        |            |         |              |       |        |
| Nasal             | Nasal             | m        | n        | ɳ          | ɲ       |              | ŋ     |        |
| Aproximante       | Aproximante       |          |          |            | j       |              | w     |        |
| Vibrante múltipla | Vibrante múltipla |          | r        |            |         |              |       |        |
| Aspirada          | Surda             | bʰ       | dʰ       |            |         |              |       |        |
| Aspirada          | Sonora            |          | tʰ       |            |         |              | kʰ    |        |

### Vogais
Sendo um silabário, o sistema de escrita tinha sua a vogal padrão [a], e haviam marcações que eram usadas para denotar outras vogais. A seguir está uma tabela de vogais.
|             | Anterior | Central | Posterior |
| ----------- | -------- | ------- | --------- |
| Fechada     | i        |         | u         |
| Semifechada |          |         |           |
| Média       |          |         |           |
| Semiaberta  |          |         |           |
| Aberta      |          | a       |           |

|             | Anterior | Central | Posterior |
| ----------- | -------- | ------- | --------- |
| Fechada     | iː       |         | uː        |
| Semifechada |          |         |           |
| Média       |          |         |           |
| Semiaberta  |          |         |           |
| Aberta      |          | aː      |           |

## Inscrições
O antigo malaio foi a língua das inscrições malaias do século VII ao século X, dessas inscrições, grande parte está danificadas ou são curtas, e mesmo essas não são muitas, no entanto, existem três grandes inscrições: Karang Brahi, Palas Pasemah e Kota Kapur. A maioria das inscrições estão na ilha de Sumatra.

## Dialetos
Pensa-se que a língua era dividida em dialetos que existiram paralelamente com a forma padrão. Existem também evidências da existência de dois dialetos no tempo de Serivijaia que apareceram durante a segunda metade do século VII.